# Mahaleo
Mahaleo is een folk-popband uit Madagaskar, die algemeen wordt gezien als een van de populairste Malagassische groepen aller tijden.

## Geschiedenis
De band werd opgericht door Dama (Rasolofondraosolo Zafimahaleo) met zes van zijn klasgenoten nadat ze de eerste maal met elkaar opgetreden hadden tijdens de studentenprotesten op hun middelbare school op 13 mei 1972. De zeven muzikanten, Dama, Dadah, Bekoto, Fafah, Nono, Charle en Raoul, rondden hun studies af als arts, chirurg, boer of socioloog, maar allen gingen ze de muziek in.
Muzikaal brengt de groep een mix van de traditionele muziek van de hooglanden van Madagaskar en muziek uit Afrika, Polynesië en Maleisië, met invloeden van westerse muziek die ze op de radio in de jaren 1960 en 1970 hoorden (onder meer van Bob Dylan). De groep ontleent zijn thema’s uit de problemen van het dagelijks leven: liefde, vriendschap, dood en de Malagassische identiteit na de kolonisatie. De stijl was toentertijd nieuw en de groep werd al snel populair in heel Madagaskar. Ook buiten eigen land trad de band op, onder andere in Nederland. In de loop der jaren werden onderwerpen bezongen met betrekking tot de soms moeilijke levensomstandigheden van de bevolking en de status van de Derde wereld, zoals het milieu, armoede, onderwijs en criminaliteit. De groep gaf honderden concerten doorheen het ganse land. In juni 2007 trad ze op in de Olympia in Parijs als allereerste Malagassische groep ooit.
Het politieke engagement van de muzikanten drong ook door in hun privéleven: Dama zetelde twee termijnen als onafhankelijk gedeputeerde, Bekoto specialiseerde zich in het verdedigen van de rechten van boeren, Charle beheert een NGO ter bevordering van ontwikkeling in landelijke en stedelijke gebieden en Dadah en Nono zijn chirurgen in het universiteitsziekenhuis van Antananarivo.
Op 3 september 2010 werd het aantal leden van zeven teruggebracht tot zes na het overlijden van Raoul op 59-jarige leeftijd.